# Jardín botánico de Belo Horizonte
El Jardín Botánico de Belo Horizonte (en portugués: Jardim Botânico de Belo Horizonte, FZB-BH) es un jardín botánico de 10 hectáreas que está constituido por los departamentos de Jardín Botánico, Jardín Zoológico, Administración y Finanzas, el Servicio de Educación Ambiental y el Parque Ecológico Promotor Francisco Lins do Rêgo. Se encuentra en el  barrio de Pampulha, en la ciudad de Belo Horizonte en el Estado de Minas Gerais, Brasil.

## Localización
El Jardín botánico se encuentra ubicado en el barrio de Pampulha, en la ciudad de Belo Horizonte en el Estado de Minas Gerais, Brasil.
19°49′01″S 43°57′25″O / -19.81694, -43.95694

## Historia
El Jardín Botánico pertenece a la Fundación Zoo-Botánica de Belo Horizonte – FZB-BH, creada en 1991, es una organización administrativa indirecta de la Prefectura Municipal de la ciudad de Belo Horizonte, capital del estado de Minas Gerais. Tiene como misión contribuir a la conservación de la naturaleza realizando acciones educativas, y de investigación, que sensibilisen a las personas para el respeto a la vida.
El FZB-BH fue creada el 5 de junio del 1991, incorporando el antiguo Jardín Zoológico Sargento Sílvio Hollenbach, estando subordinado a la Secretaria Municipal de Medio Ambiente. El Zoo se inauguró oficialmente en 1959, aunque ya estaba presente en los planos de la ciudad desde su fundación en 1899.  
En la fecha de la creación del Zoo-Botánico se incorporó un antiguo  vivero Municipal al asumir el Departamento de Jardín Botánico , como el departamento de FZB-BH. Cuyo objetivo sería el de convertirse en el centro de referencia en todo lo relacionado con la  botánica en el estado de Minas Gerais y de actuar junto con los demás órganos municipales. El Jardín Botánico pasó a colaborar en la elaboración de las ordenanzas municipales, para el desarrollo de programas educativos y de investigación, referentes a la flora regional y tiene además la tarea de cultivar en sus viveros los árboles que se utilizan en las calles y paseos de la ciudad. 
Para asumir estas tareas el Jardín Botánico posee un gran vivero, con uní área útil de aproximadamente 25.000m², sendo 4.200m² sombreados con tela plástica (sombrite). Actualmente hay en el vivero 270 especies arbóreas, de las cuales 153 son nativas de Brasil, proporción que se ve aumentada cada año. Produciéndose unos 120.000 plantones por año, entre especies arbóreas, ornamentales y medicinales.

## Colecciones
El Jardín Botánico posee colecciones especializadas, representativas de la flora nativa, presentadas en forma agrupada:
- Aráceas, establecida desde 1991, se encuentra bajo una estructura de sombrite en un área de 150 m². Cada especie de aracea, se encuentra identificada, plaqueada y registrada en un banco de datos. La colección tiene 555 especímenes, incluyendo gêneros brasileños y extranjeros.
- Plantas suculentas, se estableció en 1994, por medio de permutas y donaciones de particulares y coleccionistas.Son de destacar las especies de cactáceas que presentan interesantes ejemplares  de la flora de Minas Gerais. Hay un total de 286 registros con 178 especies.
- Orquídeas, actualmente la colección tiene 705 ejemplares registrados en el banco de datos informatizado. La colección de orquídeas está en un área de 75m², bajo sombrite de 70%, con irrigación automatizada. En el Jardín del Campo Rupestre, en su área de visita, fueron plantadas 13 especies de orquídeas.
- Bromelias, Consta de 978 ejemplares de 61 especies registradas en el banco de datos informatizado, con un total de 630 ejemplares.
- Plantas acuáticas, con 19 especies y 42 ejemplares. Esta colección está alojada en un lago de aproximadamente 500 m², con fondo de arcilla.
- Pteridófitas, están albergadas en un sombrite con filtro solar de 70%, estantes de madera tratada y ganchos superiores para los especímenes colgantes. Esta colección varía en función de las recolecciones que se efectúan periódicamente en el cerrado.
- Campo Rupestre, los campos rupestres poseen un número considerable de especies endémicas y amenazadas de extinción, siendo un biotopo representativo de Minas Gerais. Son 39 especies, con 76 ejemplares, alojados en el área de exposición, componen el jardín externo al invernadero destinado a ese biotopo.

## Equipamientos
- Invernaderos, posee 5 invernaderos temáticos, que están especializados en Mata atlántica,  evolución,  Campo rupestre y  Caatinga.
- 6 jardines temáticos,
- 2 pergolas,
- 4 plazas,
- 2 lagos,
- 1 fuente,
- 2 conjuntos de sanitarios públicos
- 1 anfiteatro.